# HD223531
HD223531 — хімічно пекулярна зоря спектрального класу A1, що має видиму зоряну величину в смузі V приблизно  7,6.
Вона  розташована на відстані близько 470,6 світлових років від Сонця.